# Uhrwiller
Uhrwiller là một xã thuộc tỉnh Bas-Rhin trong vùng Grand Est đông bắc Pháp.
It is about 45 km (28 mi) north and slightly west of Strasbourg.
The demography of Uhrwiller has been quite stable for some years. The population of Uhrwiller was 697 in 1962; 704 in 1968; 681 in 1975; 704 in 1982; 715 in 1990; and 697 in 1999 (the same as in 1962).